# John Romita Sr.
John Romita detto senior o Sr. (New York, 24 gennaio 1930 – Floral Park, 12 giugno 2023) è stato un fumettista statunitense.
Famoso per aver portato all'apice del successo la serie The Amazing Spider-Man, la prima collana dedicata al personaggio conosciuto in Italia come l'Uomo Ragno, creato da Stan Lee nel n. 15 di Amazing Fantasy e poi lanciato nel 1963 dalla Marvel Comics come testata autonoma, fu uno dei pilastri della Marvel Comics durante la sua ascesa negli anni '60 e '70 a leader del settore e la sua successiva espansione in un importante conglomerato della cultura pop.
Noto anche per essere stato uno dei creatori del Punitore, il più violento degli eroi Marvel, è stato anche co-creatore di Wolverine e Luke Cage.
Nel 2002 fu inserito nella Will Eisner Comic Book Hall of Fame e nel 2020 nella Inkwell Awards Hall of Fame.
Era padre di John Romita Jr., anche lui noto fumettista.

## Carriera

### Gli inizi
Nato nel quartiere newyorchese di Brooklyn e di origine italiana, figlio di Marie e Victor Romita, fornaio, si è diplomato alla High School of Industrial Art. Romita maturò una buona esperienza nel campo delle pubblicazioni a fumetti di argomento sentimentale. Disegnò nel campo pubblicitario per la Coca-Cola e poster per il reclutamento nell'esercito statunitense. Il suo primo incarico nei fumetti fu per la rivista Famous Funnies, della casa editrice Eastern Color.
Tra i suoi artisti preferiti e i principali disegnatori a cui si ispira in questo periodo vi è Jack Kirby (The King of Comics), che qualche anno dopo sarebbe diventato suo collega.
Negli anni cinquanta per l'Atlas Comics disegnò Capitan America degli anni cinquanta e altre collane.

### Lee, Ditko e il successo dell'Uomo Ragno

Immagine tratta da The Amazing Spider-Man (Vol. 1) n. 129, albo d'esordio del Punitore, disegni di Gil Kane e John Romita Sr.

Dopo il debutto nel genere dei supereroi con la realizzazione di molti numeri della serie di Devil, venne chiamato da Stan Lee a sostituire il primo disegnatore dell'Uomo Ragno, Steve Ditko, dallo stile leggermente pulp e dall'atmosfera decisamente Golden Age, che caratterizzò tutti i principali personaggi del comic con un tratto inconfondibile ma abbastanza rètro.
Al contrario di Ditko, John Romita portò una ventata di freschezza e di gusto estetico moderno nella serie dell'Uomo Ragno, unendo la perfezione del disegno anatomico e dinamico ad un generale lifting dei personaggi; infatti pur rispettando le caratterizzazioni originarie di Steve Ditko, l'aspetto di Peter Parker, alter ego dell'Uomo Ragno, divenne molto più gradevole, ed il suo fisico più prestante e maturo. Lo stesso avvenne per tutti gli altri personaggi, con una cura ed una passione particolare per quelli femminili, che Romita rese molto più glamorous ed assolutamente indimenticabili, esaltando la bellezza anglosassone di Gwen Stacy, la prima fidanzata di Peter Parker, e dando un volto alla rossa mozzafiato Mary Jane Watson, destinata a diventare la futura moglie del supereroe.
Nel giro di un anno da quando Romita diventò il disegnatore dell'Uomo Ragno, The Amazing Spider-Man passò dal secondo titolo più venduto della Marvel Comics al più venduto della casa editrice statunitense.
John Romita introdusse anche molti nuovi personaggi, le cui fattezze spesso ricordavano quelle di famosi attori del cinema; particolarmente evidente è la somiglianza tra il capo-redattore del Daily Bugle, Joe Robertson, ed il famoso attore afro-americano Sidney Poitier. Va ricordato che fu proprio Romita Sr. ad introdurre nelle storie dell'Uomo Ragno alcuni personaggi di colore, fino ad allora del tutto assenti; la maggior parte positivi, come il già citato Joe Robertson e la sua famiglia, ma anche qualche nuovo supercriminale, come Prowler, peraltro redentosi subito. Tra i nemici dell'Uomo Ragno creati da John Romita ricordiamo anche Shocker e Kingpin, forse il più celebre, ispirato a diversi famosi cattivi del grande schermo. 
Tra le storie più importanti illustrate da Romita Sr., basta ricordare la saga di Goblin che scopre l'identità segreta dell'Uomo Ragno, le epiche battaglie contro Kraven il cacciatore e L'Avvoltoio, la stupenda saga di Silvermane e il segreto dell'eterna giovinezza, la morte del capitano George Stacy (padre di Gwen) ad opera del Dr. Octopus, raggiungendo l'apice con la tragica morte di Gwen Stacy (in queste ultime due storie fu inchiostratore delle matite di Gil Kane) e l'ultima battaglia di Goblin.
Per il suo importante contributo alle matite dell'Uomo Ragno, John Romita Sr. venne insignito del prestigioso premio Eisner Award.

### Art Director della Marvel
Dopo diversi anni alla testata The Amazing Spider-Man John Romita Sr. divenne art director della Marvel Comics, la casa editrice del personaggio, continuando a realizzare per alcuni anni con grande successo le strisce quotidiane dell'Uomo Ragno (dal 3 gennaio 1977 all'11 gennaio 1981) che vennero pubblicate sui più importanti giornali statunitensi e tradotte in molte nazioni del mondo.
Nella veste di art director (succeduto a Stan Lee che nel frattempo, da redattore capo e art director, aveva assunto la carica di editore e presidente), Romita ha svolto un ruolo importante nella definizione dell'aspetto dei fumetti Marvel degli anni settanta e ottanta e nella progettazione di nuovi personaggi destinati a imporsi nell'Universo Marvel nei decenni successivi. 
Così nel 1972 avviene la nascita della prima serie a fumetti con protagonista un supereroe afroamericano, Luke Cage. Il design originale del nuovo supereroe, Luke Cage, viene concepito da John Romita Sr., la cintura di catena è stata però voluta da Stan Lee in quanto elemento che richiama le origini del personaggio. La storia d'esordio del personaggio su Luke Cage, Hero for Hire (vol. 1) n. 1, del giugno 1972 scritta da Goodman con i disegni George Tuska attira immediatamente l'attenzione per essere ambientata in una New York più realistica e criminosa rispetto a quella normalmente descritta negli altri albi Marvel del periodo. La serie pur non rientrando tra le hit della casa editrice desta comunque un interesse degli autori e dei lettori. Il personaggio di Luke Cage imprime l'impulso per la creazione di diversi personaggi afroamericani, dando anche la possibilità a Stan Lee e Roy Thomas di realizzare finalmente un progetto rimasto incompiuto da diversi anni, ovvero una serie dedicata a Pantera Nera.
Nel 1974 viene creato da Gerry Conway (testi), Ross Andru e John Romita Sr. (disegni) il Punitore, il più violento degli eroi Marvel. La sua prima apparizione avviene in The Amazing Spider-Man (Vol. 1) n. 129 (febbraio 1974). Per il Punitore, lo scrittore Gerry Conway aveva fornito uno schizzo approssimativo, con un piccolo totenkopf a destra del petto, un piccolo teschio e ossa incrociate. Ritenendo che fosse troppo semplice, Romita ha ingrandito il teschio allargando questo emblema su tutto il busto del Punitore, con la fibbia della cintura che ricordava i denti del teschio.
Lo stesso anno fa la sua prima apparizione anche un altro personaggio destinato a entrare nelle storia della Marvel. Infatti in The Incredible Hulk (vol. 1) n. 180 (ottobre 1974) compare in un breve cameo, per poi esordire ufficialmente il mese successivo sul n. 181 della stessa serie, Wolverine, creato da Len Wein e dal disegnatore Herb Trimpe con la collaborazione di Romita, che basa il design per Wolverine su una descrizione dell'enciclopedia sui ghiottoni, come animali feroci e bassi con lunghi artigli.
Nel 1976 viene ideato da Marv Wolfman (testi) e Romita (disegni) il più letale e pericoloso dei nemici di Devil, Bullseye.
Intorno al 1980, i compiti di direzione artistica di Romita si estesero dai fumetti anche ai progetti speciali della Marvel. I suoi compiti includevano la supervisione e l'assunzione di altri artisti, la fornitura di correzioni e schizzi delle copertine quando necessario e la grafica per il merchandise.
John Romita Sr. ha poi continuato a disegnare l'Uomo Ragno in occasione dell'uscita di albi speciali e celebrativi, mantenendo il suo ruolo di art director della Marvel Comics. 
Nel 1991 John Romita Sr. venne in Italia, accompagnato dalla moglie Virginia, ospite della famosa fiera Lucca Comics & Games.

## Eredità
Il suo Uomo Ragno è servito da ispirazione per molti nuovi artisti, incluso suo figlio, John Romita Jr. (nato nel 1956), che ha disegnato l'Uomo Ragno su molte delle collane dedicate al personaggio. Tra i tanti artisti influenzati da Romita Sr. ci sono Tom Beland, Brian Michael Bendis, J. Scott Campbell, Micah S. Harris, Dave King, Zlatko Milenkovic, Robert Obert, Sebastião Seabra, Walt Simonson e Adam Weller.
John Romita è stato una fonte di ispirazione per Roy Lichtenstein, uno dei padri nobili della Pop Art. Le immagini di una delle sue storie "Heart Throbs" hanno ispirato "Knock-Knock" (1961), mentre una di "Secret Hearts" è stata utilizzata per "Crying Girl" (1964) e il suo lavoro "Girls' Romances" ha ispirato "We Rose Up Slowly" (1964); il numero 127 di "Young Romance" è stato la base di "Craig" di Lichtenstein (1964).

## Pubblicazioni
- The complete Spider-Man Vol. 1, Stan Lee-John Romita Sr. (Striscia a fumetti, dal 3 gennaio 1977 al 28 gennaio 1979), Panini Comics - ISBN 978-88-8343-630-7
- The complete Spider-Man Vol. 2, Stan Lee-John Romita Sr. (Striscia a fumetti, dal 29 gennaio 1979 all'11 gennaio 1981, Panini Comics - ISBN 978-88-8343-717-5